# Torrie Lewis
Torrie Lewis, född 8 januari 2005 i Nottingham, är en australisk friidrottare med internationella meriter i kortdistanslöpning.

## Ungdomsresultat
Torrie Lewis föddes i Nottingham i Storbritannien, men flyttade till New South Wales i Australien vid sex års ålder. Redan före flytten hade hon börjat med gymnastik, vilket hon fortsatte med i det nya landet. Vid åtta års ålder började hon träna löpning vid sidan om, för att från 11 års ålder se det som sin sport.
Hon presterade tidigt på en hög nivå. Som 14-åring sprang hon 100 meter på 11,91 sekunder och 200 meter på 24,34 sekunder. Som 15-åring besegrade hon fem år äldre Riley Day, som samma år representerade Australien vid olympiska spelen. Lewis har själv beskrivit hur detta gav henne självförtroende och motivation att fortsätta träna.
Som 16-åring tog hon plats i Australiens landslag i stafett. Under säsongen 2021–2022, då hon fyllde 17 år, sprang hon 100 meter på 11,33 sekunder, 200 meter på 23,18 sekunder och 400 meter på 53,78 sekunder. Hon vann de australiska juniormästerskapen på både 100 meter och 200 meter.

## Elitlöpare på seniornivå

### 2023
År 2023 blev hon, 18 år gammal, australisk mästare på både 100 meter och 200 meter. Hon blev därmed den yngsta hittills att vinna den dubbeln. Hon deltog samma år i VM, där hon kom på sjätte plats i sitt heat.

### 2024
Under 2024 slog hon nationsrekord på 100 meter med en tid på 11,10 sekunder och ledde det australiska stafettlaget till två nya nationsrekord.
I sin debut i Diamond League överraskade hon genom att vinna 200 meter framför storlöpare som Sha'Carri Richardson, regerande världsmästare på 100 meter.
Vid OS i Paris deltog Lewis i det australiska laget på 4x100 meter samt tävlade individuellt på 200 meter. Stafettlaget blev utslaget i försöken, medan hon individuellt tog sig till semifinal.

### 2025
Torrie Lewis slog i januari 2025 ännu ett australiskt rekord genom att vid en friidrottsgala i Belgrad springa 60 meter på 7,14 sekunder. Resultatet räckte till en andraplats i tävlingen.